# Oreaszok

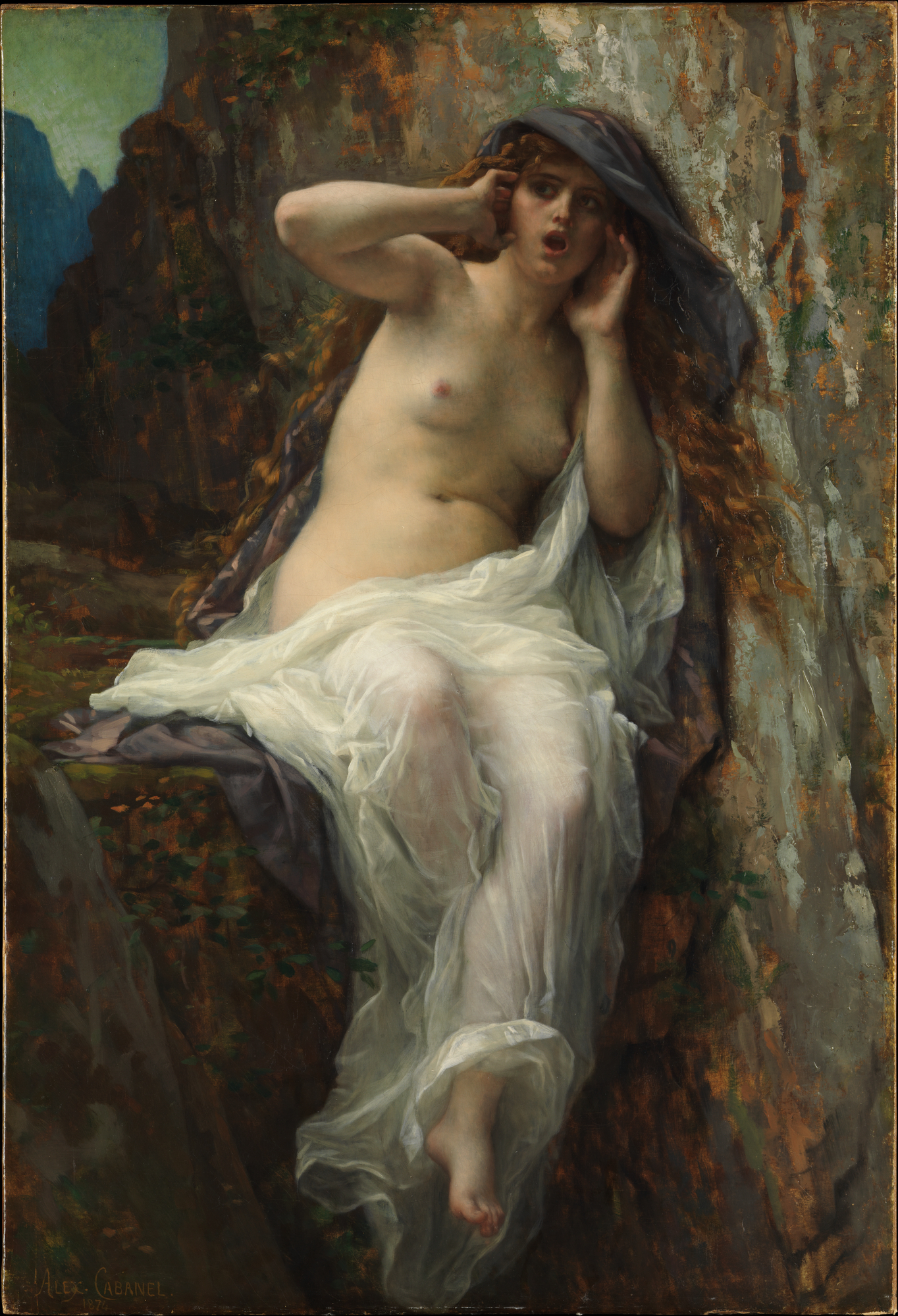
Alexandre Cabanel: Ekho

Az oreaszok (ὄρος, „hegy”) a görög mitológiában a nimfák azon csoportja akik a hegyek, völgyek, vízmosta szakadékok lakói és gondozói. Ők Artemisz kísérői, mivel az istennő vadászatai során az elhagyatott rengeteget, a hegyes, sziklás szakadékokat kedvelte.

## Oreaszok
1. Britomartisz
2. Künoszura
3. Külléné
4. Ekhó
5. Nomia
6. Oinoné
7. Pitüsz
8. pleiaszok
  1. Alküoné
  2. Kelainó
  3. Élektra
  4. Maia
  5. Meropé
  6. Szterópé
  7. Taügeta